# Boyds
Boyds – jednostka osadnicza w Stanach Zjednoczonych, w stanie Waszyngton, w hrabstwie Ferry.